# Bicêtre
L'ospedale di Bicêtre è situato nel comune di Le Kremlin-Bicêtre, nei sobborghi meridionali di Parigi.
Le Kremlin-Bicêtre è uno dei comuni più densamente popolati d'Europa. L'ospedale di Bicêtre in origine era stato progettato come ospedale militare, la cui costruzione iniziò nel 1634. Con l'aiuto di Vincent de Paul finalmente fu aperto come orfanotrofio nel 1656. Nel 1885 prese il nome di Hospice de Bicêtre.
Nella sua storia è stato usato in modo successivo e simultaneo come orfanotrofio, prigione, manicomio (vedi ospedale psichiatrico) e ospedale. Fu il primo ospedale, nel 1770, a introdurre l'utilizzo della camicia di forza come mezzo di restrizione. Il degente più famoso fu il Marchese de Sade.
Bicêtre è famoso soprattutto come l'Asylum de Bicêtre, il cui sovrintendente Philippe Pinel è considerato il primo ad avere introdotto metodi umani nel trattare con i malati di mente nel 1793.

## Citazioni

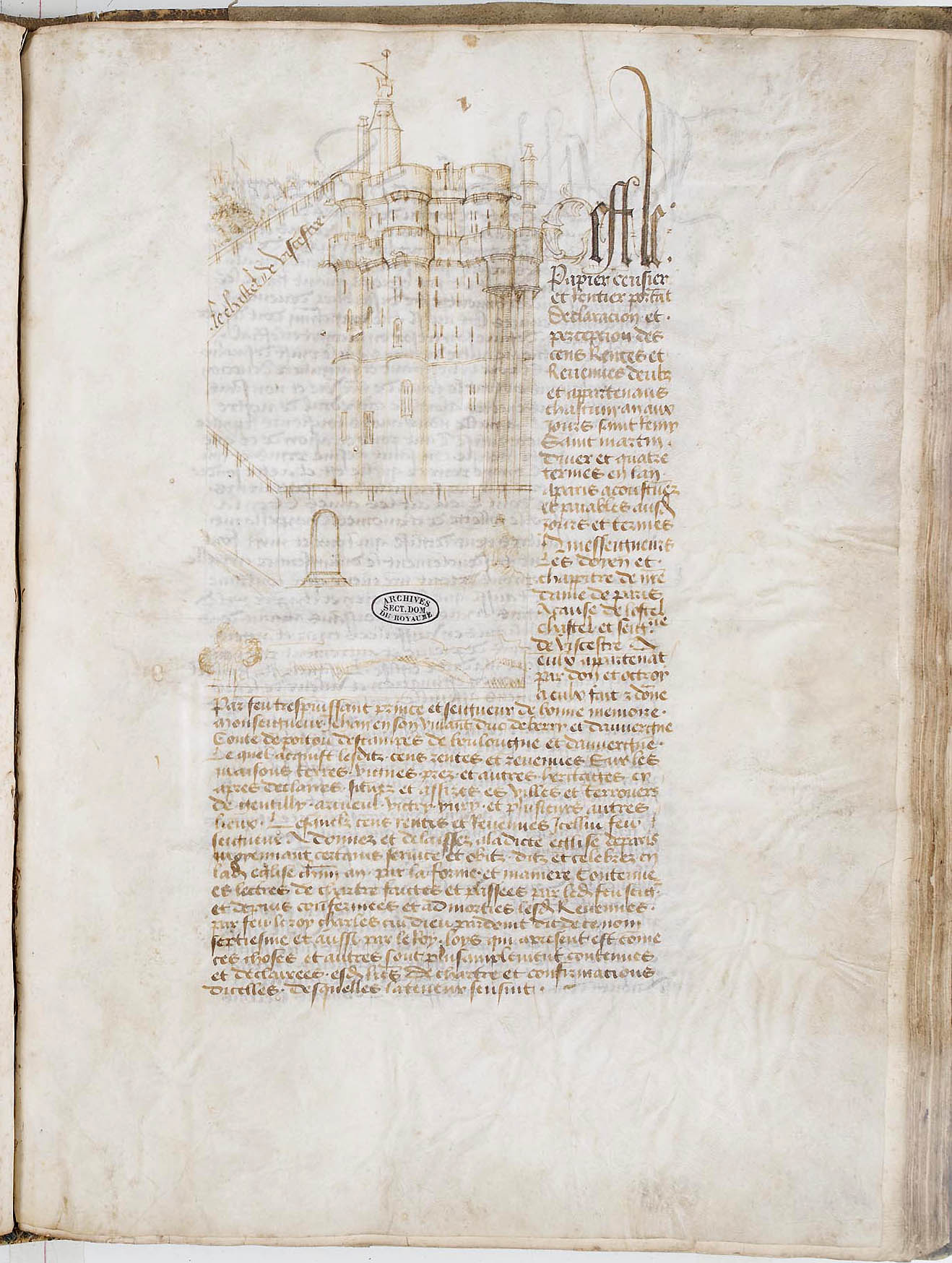
Registro dei censi ("papier censier et rentier") da pagare al capitolo della Cattedrale di Notre-Dame di Parigi, 1474. Questo folio riporta un disegno a penna che rappresenta un dongione, indicato come quello del castello di "Viscestre" (Bicêtre), in realtà molto più simile a quello di Vincennes, che era stato donato da Giovanni di Valois, duca di Berry, al capitolo nel 1413. Firma in forma di monogramma di Étienne Ruffi (copista del registro, forse l'autore del disegno). (Archivi nazionali francesi).

(Cyrano de Bergerac, Il pedante gabbato)

## Bicêtre nella letteratura
- Bicêtre viene menzionato in Storia della follia nell’età classica di Michel Foucault nel capitolo La nascita dell'ospedale psichiatrico, dove i metodi di Pinel sono classificati più ambigui che umani, in quanto diretti all'affermazione della morale borghese.
- A Bicêtre è ambientato il romanzo di Georges Simenon Les Anneaux de Bicêtre (1962), pubblicato in italiano con il titolo L'ottavo giorno (1966) e poi con quello di Le campane di Bicêtre (2009).
- Nella prigione di Bicêtre è ambientato il romanzo di Victor Hugo L'ultimo giorno di un condannato a morte.
- Nell'ospedale di Bicêtre è ambientato parte del romanzo L'armata dei sonnambuli del collettivo di scrittori italiano Wu Ming, in cui fa la sua apparizione come personaggio secondario anche Pinel.